# محوطه گرزه کمنی
محوطه گرزه  مربوط به هزاره اول قبل از میلاد - سده‌های میانه دوران‌های تاریخی پس از اسلام است و در شهرستان سیاهکل، بخش دیلمان، دهستان پیرکوه، واقع شده و این اثر در تاریخ ۷ اسفند ۱۳۸۶ با شمارهٔ ثبت ۲۱۵۶۲ به‌عنوان یکی از آثار ملی ایران به ثبت رسیده‌است.